# Armailli

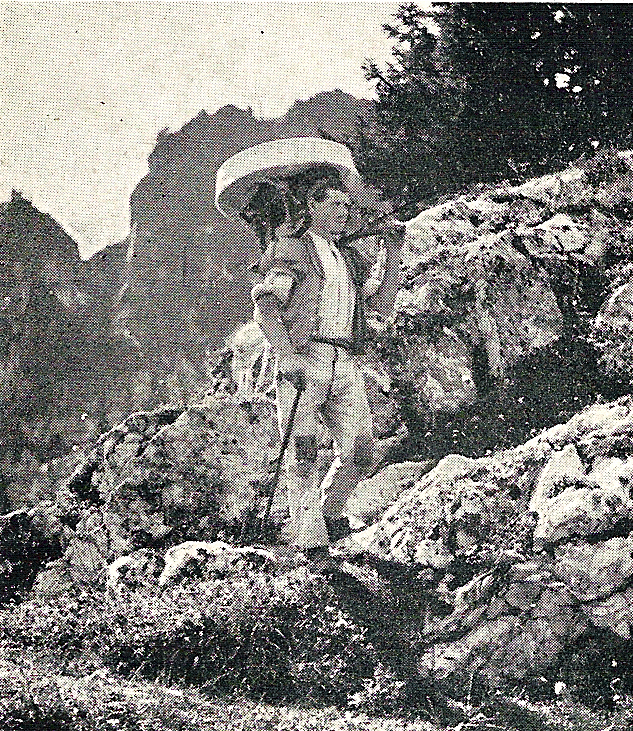
L'armailli équipé de loji pour descendre le fromage à dos d'homme (XIXe siècle).

L'armailli (du patois gruérien armaye, vache) est le berger typique des alpes fribourgeoises et vaudoises ; le maître-armailli est le chef de l'exploitation fromagère (le fruitier) sur l'alpage où les troupeaux de vaches passent les mois d'été, de mai pour la montée (l'alpée ou poya) à la redescente en septembre-octobre (désalpe ou rindya).

## Histoire
Au Moyen Âge, la fromagerie est sous le contrôle des seigneuries. Autant à l'alpage que dans la vallée, les fromagers sont initialement des serfs. Ils deviennent salariés ou fermiers indépendants à partir des XVe et XVIe siècles, quand les fromages gras commencent à se vendre d'une région à l'autre. À dater du XVIIe siècle, les armaillis, de l'Emmental à la Gruyère, deviennent progressivement de véritables entrepreneurs fromagers ; ceux de la Gruyère et du Pays-d'Enhaut s'établissent dès le XVIIIe siècle sur les pâturages du Jura vaudois et neuchâtelois.
La fromagerie d'alpage commençant à décliner à partir de 1830, les armaillis se retrouvent salariés ou fermiers des laiteries dans les vallées (cantons de Berne, Lucerne, Soleure et Argovie), puis dès 1860 en Suisse orientale. En 1950, le manque de main-d'œuvre oblige même une partie des alpages à cesser leur activité. Depuis 1970, de jeunes citadins (hommes et femmes) ont repris le chemin des alpages à la suite d'une formation de fromager dans des écoles d'agriculture.

Armailli portant le bredzon, vers 1900-1930 aux Franches-Montagnes.

## Fonctions

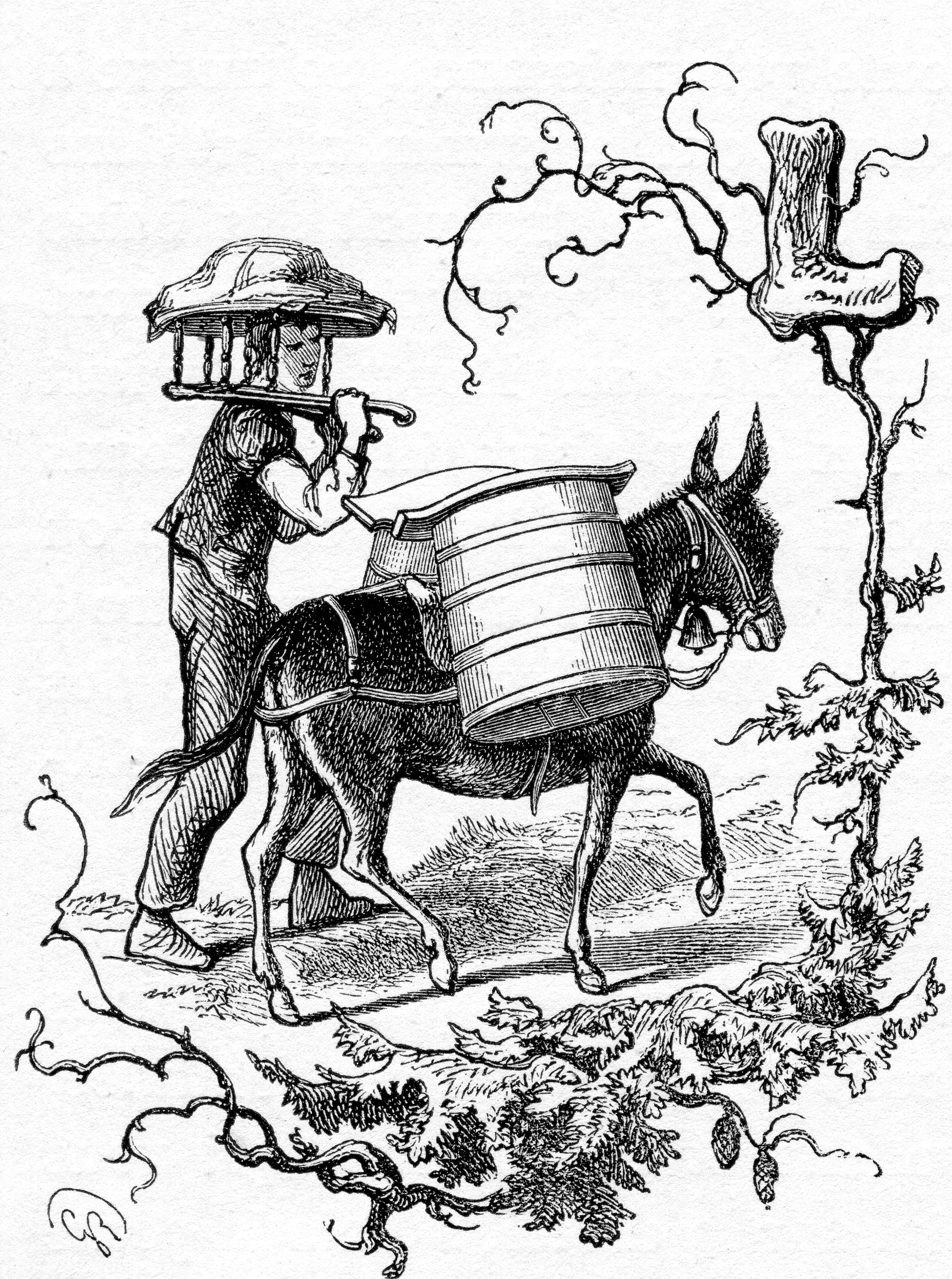
Un armailli par Gustave Roux, 1869.

Le maître-armailli est employé ou fermier (amodiateur) de la commune ou d'un propriétaire. Il reste seul responsable de l'alpage, du cheptel, des bâtiments et du matériel. Suivant sa position, il est propriétaire ou non des meules de fromages fabriquées pendant l'estive. Son apprenti est le garçon de chalet, le bouèbe. Le jeune armailli est le barlaté, qui est responsable du « train du chalet » à la montée et à la redescente et qui fait la navette entre le village et les pâturages : il amène chaque jour les fromages en plaine et ramène à l'alpage le pain, les nouvelles des familles, tout au long de leur séjour en altitude. 
Chacun des armaillis de l'équipe accomplit sa propre tâche : bergers, trayeurs ou trancheurs pour la transformation du lait, soit la fabrication journalière de fromage, de séré ou de beurre et du stockage du fruit (salage, puis séchage à l'air en cave). Tous portent le costume traditionnel, le bredzon avec le capet sur la tête, la canne à main (krochèta), en bandoulière le loyi servant à stocker le sel et le gras pour la traite.

## Le «train du chalet»

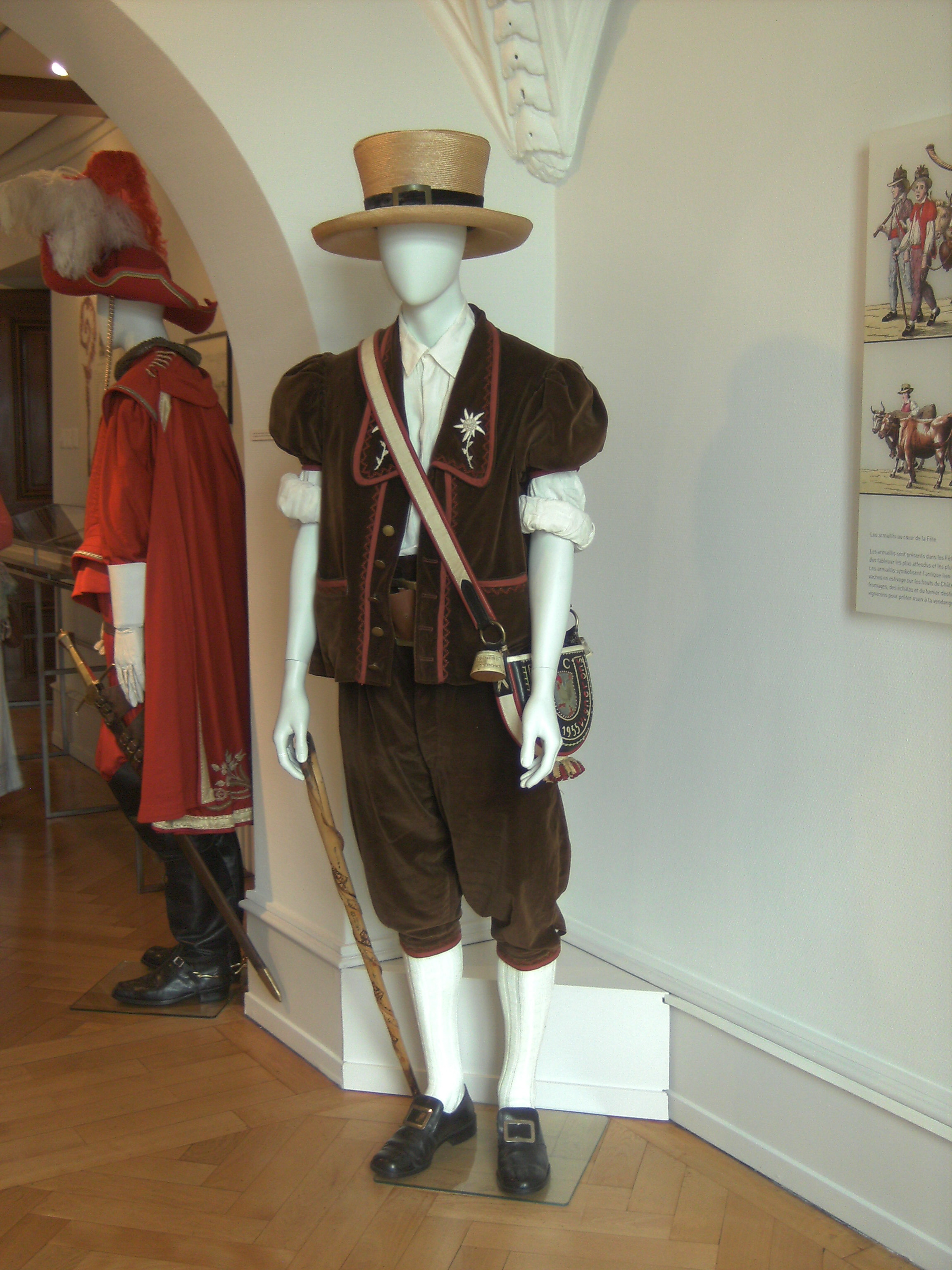
Costume de l'armailli tel que le portait Roger Cochard pour chanter la Lyoba (le Ranz des vaches) à la Fête des Vignerons en 1955 exposé au musée de la Confrérie des vignerons de Vevey. Le costume de Bernard Romanens en 1977 était bleu avec des liserés et des bas rouges.

Le barlaté a la responsabilité d'amener tout le matériel en char jusqu'au chemin muletier depuis le village et vice-versa à la redescente des alpages. En plus du transport des malles des armaillis, il s'occupe de rassembler tous les outils indispensables : les baquets et les seaux à traire (brotsè), les petits baquets à crème (dyètsè), le grand fouet, le tranche-caillé, la passoire sur son support, la baratte, le châssis servant à transporter les fromages sur la tête et les épaules (l'oji), le bât du mulet, la chaudière et les chaises à traire (tabouret à un pied). Une couverture rouge à l'avant du char signifie que le troupeau est « franc de dettes ».

## Tradition
Figure emblématique de la paysannerie de montagne fribourgeoise et vaudoise, sa présence est de mise dans de nombreuses manifestations folkloriques, habillés du bredzon, avec tous ses outils dans le char, et guidant le troupeau des vaches mené par sa reine décorée de branches de sapins fleuries, portant toutes leurs cloches (chenayes).
Les armaillis défilent cinq fois par siècle à la Fête des Vignerons de Vevey dès 1819. La Société des armaillis de la fête des vignerons a fait don au musée de la Confrérie des vignerons de Vevey du costume du soliste du Ranz des vaches de la Fête des vignerons de 1955, Roger Cochard. Bernard Romanens, armailli de Marsens devient une figure légendaire pour son interprétation du Lyoba lors de la Fête de 1977.

## Hommage à l'armailli dans les arts

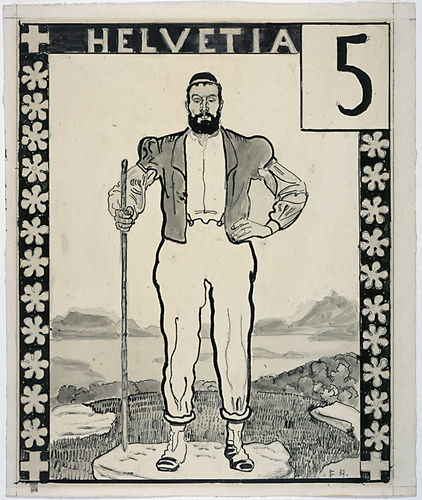
Projet d'illustration pour un timbre-poste réalisé par Ferdinand Hodler.

Armaillis sur la page de titre de Le Ranz des vaches de Gruyère ; Chanson de vigneron, dessin de Gustave Roux.

La figure populaire de l'armailli a été glorifiée dans l'œuvre du poète suisse Ignace Baron, L'Armailli du Moléson mise en musique par Casimir Meister et chantée par l'abbé Bovet. On le trouve dans La Grande Peur dans la Montagne, tragédie dans les pâturages maudits de Charles Ferdinand Ramuz (1926) ou encore dans Adieu l’Armailli, un film suisse de Hugues de Wurstemberger et Didier Schmutz (2003). L'armailli joue également un rôle central dans le roman Sez Ner (2010) d'Arno Camenisch. La chanson traditionnelle du Ranz des vaches : « Lè j'armaillyi di Colombetè Dé bon matin chè chon levâ » raconte l'histoire des « vachers des Colombettes [qui] de bon matin se sont levés ». En peinture, l'armailli est représenté dans la Poya, un style populaire régional. Ferdinand Hodler qui a enseigné à l'École des Arts et Métiers de Fribourg a aussi dessiné et peint dans les préalpes fribourgeoises. Il a utilisé l'image de l'armailli pour illustrer des commandes de timbre-poste.